# Eugen Weber
Eugen Joseph Weber (* 24. April 1925 in Bukarest, Rumänien; † 17. Mai 2007 in Brentwood, USA) war ein US-amerikanischer Historiker. Als Kenner der französischen Geschichte wurde er weltweit bekannt.

## Leben
Eugen Weber wurde in Rumänien geboren und in England ausgebildet. Er studierte zunächst Geschichte am Ashville College in Windermere und trat dann auf der Seite Großbritanniens als Soldat in den Zweiten Weltkrieg ein. Zwischen 1942 und 1947 führten ihn Einsätze nach Belgien, Deutschland und Indien. Nach seiner Rückkehr nach Europa studierte er Geschichte an der Pariser Sorbonne, dem Institut d’études politiques de Paris und der Universität Cambridge.
Weber lehrte zunächst am Emmanuel College in Cambridge (1953–1954), der University of Alberta (1954–1955) und der University of Iowa (1955–1956). 1956 wurde Eugen Weber Professor für Geschichte an der University of California, Los Angeles (UCLA). Von 1977 bis 1982 war er Dekan der Fakultät für Literatur- und Naturwissenschaften. Er wurde 1992 als bester UCLA-Professor ausgezeichnet. Der Lehrstuhl für moderne europäische Geschichte an der UCLA wurde nach ihm benannt. 1993 wurde er emeritiert.
Weber war seit 1950 mit der Französin Jacqueline Brument-Roth verheiratet. Er starb an Bauchspeicheldrüsenkrebs.

## Wirken
Die Forschungsschwerpunkte von Weber waren die französische Kultur und Politik. Er veröffentlichte zahlreiche Bücher zur Geschichte Frankreichs wie „The Nationalist Revival in France, 1905-1914“ (1959), gefolgt von „Action Francaise: Royalism and Reaction in Twentieth-Century France“ (1962), „Peasants Into Frenchmen: The Modernization of Rural France, 1880-1914“ (1976), „France, Fin de Siecle“ (1986), „My France: Politics, Culture, Myth“ (1991) und „The Hollow Years: France in the 1930s“ (1994).
Sein Werk „A Modern History of Europe“ (1971) sowie „The Western Tradition“ (1989) wurden Standardwerke der historischen Hochschulausbildung. Ihm wurde für sein Buch Peasants into Frenchmen: The Modernization of Rural France, 1870-1914 1977 der Ralph-Waldo-Emerson-Preis der Phi Beta Kappa Society zuerkannt.
Weber war ordentliches Mitglied in der American Academy of Arts and Sciences (seit 1977), der American Philosophical Society (seit 2001) sowie der National Endowment for the Humanities, der Guggenheim Foundation und im „American Council of Learned Societies“.

## Schriften
- Action Francaise (1962).
- Varieties of Fascism (1964).
- A Modern History of Europe (1971).
- Peasants Into Frenchmen: The Modernization of Rural France, 1880-1914. Stanford, Calif.: Univ. Pr., 1976
- France, Fin de siecle (1986).
- The hollow years : France in the 1930s. New York, NY : Norton, 1994
- Apocalypses (1999).